# Takeshi Matsuda
Takeshi Matsuda (n. 23 iunie 1984, Nobeoka, Japonia) este un înotător ce a reprezentat Japonia, medaliat olimpic. A participat la 4 ediții ale Jocurilor Olimpice (2004, 2008, 2012, 2016) în care a câștigat o medalie de argint și 3 medalii de bronz.